# Mistrzostwa Nordyckie w Zapasach 1993
Mistrzostwa odbyły się 3 kwietnia 1993 roku w duńskim mieście Herning.

## Tabela medalowa
Gospodarz zawodów został zaznaczony kolorem.
| Poz. | Państwo   |    |    |    | Łącznie |
| ---- | --------- | -- | -- | -- | ------- |
| 1    | Szwecja   | 5  | 3  | 1  | 9       |
| 2    | Finlandia | 4  | 3  | 1  | 8       |
| 3    | Estonia   | 1  | 2  | 2  | 5       |
| 4    | Norwegia  | 0  | 2  | 3  | 5       |
| 5    | Dania     | 0  | 0  | 3  | 3       |
|      | Łącznie   | 10 | 10 | 10 | 30      |

## Wyniki

### Styl klasyczny
| Konkurencja         | Złoto                | Srebro               | Brąz                 |
| Kategoria do 48 kg  | Fariborz Besarati    | Petri Isokoski       | Raimo Punning        |
| Kategoria do 52 kg  | Tero Katajisto       | Sandor Csergoe       | Bard Fornebo         |
| Kategoria do 57 kg  | Mikael Lindgren      | Lars Rønningen       | Peter Stjernberg     |
| Kategoria do 62 kg  | Ari Pekka Haerkaenen | Robert Olsson        | John Ottesen         |
| Kategoria do 68 kg  | Valeri Nikitin       | Marthin Kornbakk     | Juha Virtanen        |
| Kategoria do 74 kg  | Peter Puls           | Michael Lyyski       | John Rusvik Johansen |
| Kategoria do 82 kg  | Martin Lidberg       | Knut Steiner Isaksen | Henning Joergensen   |
| Kategoria do 90 kg  | Timo Niemi           | Aap Uspenski         | Stig Kleven          |
| Kategoria do 100 kg | Mikael Ljungberg     | Helger Hallik        | Hassan Torabi        |
| Kategoria 130 kg    | Tomas Johansson      | Juha Ahokas          | Madis Ounapuu        |